# Pahkasalo
Pahkasalo är en ö i Finland. Den ligger i sjön Juojärvi och i kommunen Tuusniemi i den ekonomiska regionen  Nordöstra Savolax ekonomiska region  och landskapet Norra Savolax, i den centrala delen av landet, 300 km nordost om huvudstaden Helsingfors. Öns area är 2,58 kvadratkilometer och dess största längd är 2,5 kilometer i öst-västlig riktning.